# Tolypida amaryllis
Tolypida amaryllis is een vlinder uit de familie van de Mimallonidae. De wetenschappelijke naam van de soort is voor het eerst geldig gepubliceerd in 1896 door Schaus.